# Herbert Liedecke
Herbert Liedecke (* 19. Juli 1912 in Stuttgart; † 22. September 1998 ebenda) war ein deutscher Organist, Kirchenmusiker und Hochschullehrer.

## Leben und Werk
Der Sohn des Architekten Ernst Liedecke und seiner Ehefrau Elise besuchte das Eberhard-Ludwigs-Gymnasium in Stuttgart und lernte als Jugendlicher das Klavier-, Violoncello- und Orgelspiel. Ab den 1930er Jahren war er Hilfsorganist in der Stuttgarter Matthäuskirche. Nach vier Semestern Architekturstudium an der TH Stuttgart wechselte er zur Musikhochschule Stuttgart, wo er bei u. a. Hermann Keller Orgel und Kirchenmusik studierte. Dort lernte Liedecke seine spätere Ehefrau, die Organistin Eva Hölderlin († 2007) kennen. Später wechselte er an die Akademische Hochschule für Musik in Berlin, wo er bei Fritz Heitmann und Kurt Thomas studierte und auch 1938 sein Examen ablegte.
1938 erhielt er die Stelle des Kantors und Organisten an der Stadtkirche Stuttgart-Feuerbach. Im Zweiten Weltkrieg war er als Wehrmachtssoldat „vorgeschobener Beobachter“ der Artillerie. Nach dem Krieg nahm er seine Tätigkeit an der Stadtkirche Feuerbach wieder auf und führte sie bis 1958 weiter. Als Hochschullehrer war Liedecke 1947–1950 am Staatlichen Hochschulinstitut für Musikerziehung Trossingen, ab 1950 bis 1977 an der Staatlichen Hochschule für Musik und Darstellende Kunst Stuttgart (ab 1963 als Professor) tätig und beeinflusste so mehrere Generationen von Kirchenmusikern der Evangelischen Landeskirche in Württemberg.
1958 wurde Liedecke als Nachfolger von Karl Gerok Organist an der Markuskirche in Stuttgart. 1970 bis 1978 wurde er, wiederum als Nachfolger von Gerok, Organist an der Stuttgarter Stiftskirche und hatte damit das wohl prestigeträchtigste und öffentlichkeitswirksamste Organistenamt in der Württembergischen Landeskirche inne. Neben seinen kirchlichen Ämtern konzertierte Liedecke häufig im In- und Ausland und spielte auch Orgelwerke für den Süddeutschen Rundfunk ein.
Bei zahlreichen Orgelneubauten und -umbauten im Württemberg der Nachkriegszeit wirkte er als Orgelsachverständiger.
Von 1957 bis 1965 war Liedecke Landesobmann des Verbands der Kirchenmusiker in Württemberg.
Liedecke fand 1998 seine letzte Ruhestätte auf dem Alten Friedhof in seinem Wohnort Stuttgart-Rohr.

## Schüler
- Gerd Witte